# María de Trebisonda (emperatriz)
María Gran Comnena (en griego: Μαρία Μεγάλη Κομνηνή; fallecida el 17 de diciembre de 1439), conocida como María de Trebisonda (en griego: Μαρία της Τραπεζούντας), fue una emperatriz consorte por su unión con el emperador bizantino Juan VIII Paleólogo. Fue la última emperatriz consorte del Imperio bizantino.
Era una de las tres hijas de Alejo IV de Trebisonda y Teodora Cantacucena.

## Biografía
En septiembre de 1427, María se casó con Juan VIII Paleólogo en Constantinopla, habiendo llegado en barco desde Trebisonda el último día de agosto; el matrimonio se había negociado a través de embajadores mandados desde Constantinopla el año anterior. Jorge Frantzés la describe como María Comnena, hija de Alejo, emperador de Trebisonda, y sitúa la ceremonia en el año 6936 del calendario bizantino, estableciendo así la fecha. La Ecthesis Chronica la llama María Catacucena (Catacucena era una variante de Cantacucena) y ensalza su belleza excepcional que hizo que Juan VIII la amara profundamente. La boda oficiada por el patriarca José quedó registrado en la historia de Ducas, quien simplemente la llama María, hija de Alejo Comneno, emperador de Trebisonda.
Bertrandon de la Broquière, que la vio en Constantinopla en 1432, también elogió su belleza, afirmando: «No habría tenido un defecto que encontrar en ella si no hubiera sido pintada, y seguramente no la necesitaba».
El viajero castellano Pedro Tafur conoció a María en noviembre de 1437 cuando visitó Constantinopla, y nos da una idea de su vida cotidiana. Durante su estancia en Constantinopla, Tafur descubrió que a menudo iba de caza al campo adyacente, ya sea sola o con el emperador. Agrega que se reunió con su hermano mayor, Alejandro, en esa ciudad, donde vivía «en el exilio con su hermana, la emperatriz, y dicen que sus relaciones con ella son deshonestas». Cuando Pedro Tafur regresó a Constantinopla unos meses más tarde, pidió que le mostraran Santa Sofía. Entre sus anfitriones se encontraban no sólo el déspota Constantino, sino también María y su hermano Alejandro, los cuales habían querido oír misa allí.
El matrimonio de María con Juan VIII duró doce años pero no tuvo hijos. Frantzés registra la fecha de su muerte, mientras Juan VIII estaba en Italia en el Concilio de Florencia; Steven Runciman atribuyó su muerte a la peste bubónica. Fue enterrada en la iglesia del monasterio de Cristo Pantocrátor en Constantinopla. Juan Eugénico, hermano de Marcos Eugénico de Éfeso, compuso un lamento por su muerte.
Después de la muerte de María, Juan VIII no se volvió a casar y murió sin tener descendientes el 31 de octubre de 1448. Fue sucedido por su hermano menor Constantino, quien se convirtió en el último emperador. Constantino era viudo cuando ascendió al trono y nunca se volvió a casar, dejando a María como la última emperatriz.